# Siergiej Pietrienko-Łuniew
Siergiej Wasiljewicz Pietrienko-Łuniew (ros. Сергей Васильевич Петренко-Лунев, ur. 1890 w Tyraspolu, zm. 9 grudnia 1937 w Kommunarce) – radziecki wojskowy, kombrig.

## Życiorys
Był narodowości ukraińskiej. Ukończył Wydział Elektrotechniczny Wyższej Szkoły Technicznej w Karlsruhe, od grudnia 1914 do 1918 służył w rosyjskiej armii, skończył przyśpieszony kurs w szkole wojskowej w Tyflisie i otrzymał stopień porucznika, w 1917 wstąpił do SDPRR(b). W 1918 wstąpił do Armii Czerwonej, dowodził kompanią, potem batalionem, był szefem sztabu dowództwa wojsk Północnego Kaukazu, szefem sztabu 11 Armii i sekretarzem Wydziału Politycznego Frontu Kaukaskiego. Od 31 marca do kwietnia 1920 był przewodniczącym stawropolskiego gubernialnego komitetu rewolucyjnego, później sekretarzem Wydziału Politycznego Rady Wojskowo-Rewolucyjnej 12 Armii i do 1922 inżynierem dywizyjnym 33 Dywizji Piechoty, następnie dowódcą dywizji, w latach 1922-1925 studiował w Akademii Wojskowej. Od października 1925 do 28 maja 1928 był attaché wojskowym przy Ambasadzie ZSRR w Niemczech, od maja 1928 do lutego 1931 zastępcą szefa i w 1931 p.o. szefa Centralnego Instytutu Aerohydrodynamicznego, 1931-1932 pracował w Sztabie Technicznym Szefa Uzbrojenia Armii Czerwonej. Od stycznia 1932 do marca 1934 był szefem Inspekcji Mobilizacyjno-Technicznej Głównego Zarządu Artyleryjskiego Armii Czerwonej, 26 listopada 1935 otrzymał stopień kombriga, od marca 1934 do marca 1936 był attaché wojskowym przy Ambasadzie ZSRR we Włoszech, a od marca 1936 do maja 1937 sekretarzem Biura Wojskowo-Technicznego przy Komitecie Obrony przy Radzie Komisarzy Ludowych ZSRR i konsultantem wojskowym przy przewodniczącym Rady Komisarzy Ludowych ZSRR.
28 maja 1937 został aresztowany, 9 grudnia 1937 skazany na śmierć przez Wojskowe Kolegium Sądu Najwyższego ZSRR pod zarzutem udziału w antyradzieckiej organizacji terrorystycznej i działalności szpiegowskiej i rozstrzelany. 21 lipca 1956 został pośmiertnie zrehabilitowany.